# 支援団体
支援団体（しえんだんたい、英: Support group）は、

## 解説
支援団体のメンバーは、様々な種類の援助を互いに提供するが、それは一般的には非専門家による非物質的なものであり、特定の目的のために共有され、通常は難儀で独特のものである。
同じ問題を抱えるメンバーは、対処戦略を共有することで勇気づけられ、コミュニティの目的意識を高めて連携することができる。
具体的な援助は、関連情報の提供と評価、個人的体験を語ること、他者の経験を聞き受容すること、共感的な理解を与えること、ソーシャルネットワークの設立などの形態をとる。支援団体はまた、一般への啓発活動や弁護活動への従事を行うことがある。